# Théodore-Charles Gruyère
Pour les articles homonymes, voir Gruyère.
Théodore-Charles Gruyère est un sculpteur français né le 17 septembre 1814 à Paris et mort le 1er mars 1885 dans la même ville.

## Biographie
Théodore-Charles Gruyère est né le 17 septembre 1814 dans le 8e arrondissement de Paris, de Joseph Louis Gruyère (1792-1832) son père, ornemaniste, et de Anne Benoite Pidoux (1785-1853)  sa mère.
Il a épousé Adèle Victoire Lavarde le 1er août 1860 à Paris. Ils ont eu un enfant durant leur mariage, Paul Théodore Gruyère, né le 1er juillet 1861.
Il entre à l’École des Beaux-arts de Paris en 1830 où il se forme dans l’atelier de Jules Ramey (1796-1852) et d'Augustin Dumont (1801-1884). Il débute au Salon de Paris en 1836.
En 1837, Théodore-Charles Gruyère obtient, conjointement avec Nicolas-Victor Vilain (1818-1899), le deuxième Prix de Rome en 1837 pour Marius sur les ruines de Carthage puis le premier Prix de Rome en 1839, pour le Serment des sept chefs devant Thèbes.
Après son séjour à la Villa Médicis à Rome, il reçoit plusieurs commandes pour le Palais du Louvre (Guerrier grec, Guerrier étrusque, Regnard, trois Frontons), l’Opéra Garnier (La Peinture et la Sculpture), l’Hôtel de Ville de Paris (Quinault), la gare du Nord (Arras, Laon) ainsi que pour des églises parisiennes : église Saint Laurent (Saint Laurent), église de Saint-Augustin (Prophète Ezéchiel), église de Saint-Thomas-d'Aquin (Vierge donnant le rosaire), église de Saint Germain l’Auxerrois (Robert le Pieux), tour Saint-Jacques (Sainte Geneviève).
Il réalise plusieurs portraits et monuments dédiés à des personnalités : Greuze, Monge, Marquis de Dupleix, l’amiral Tegetthoff. Jean-Louis Pascal.
Théodore-Charles Gruyère obtient plusieurs médailles aux Salons de Paris : médaille de troisième classe en 1836, médaille de deuxième classe en 1843, médaille de première classe en 1846, rappel de médaille en 1857, médaille de deuxième classe à l'Exposition universelle de 1867. Il est fait chevalier de la Légion d'honneur le 11 Août 1866.
Il meurt le 1er mars 1885 dans le 6e arrondissement de Paris. Ses funérailles ont lieu le 3 mars 1885 au cimetière du Montparnasse.

## Œuvres

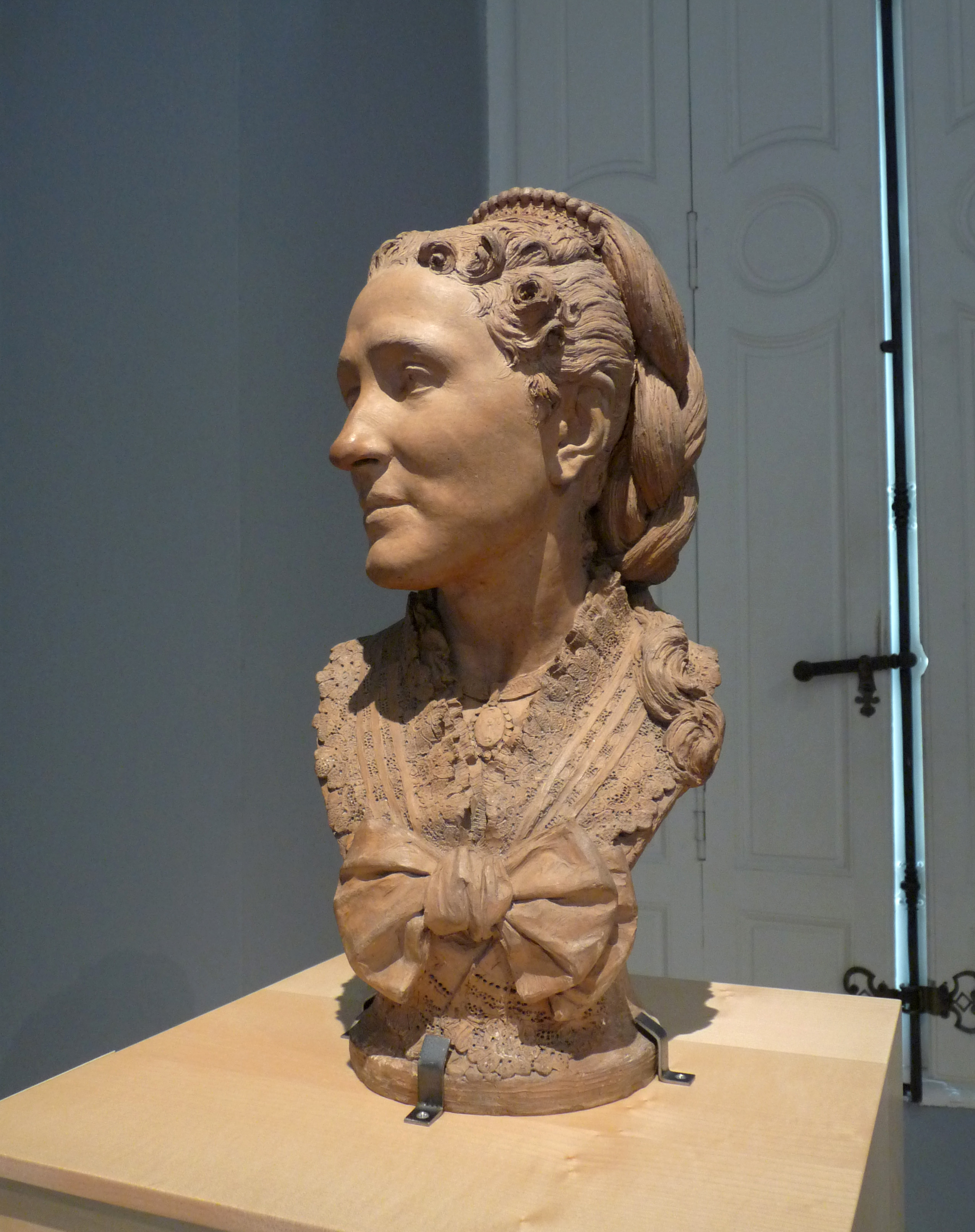
Buste de femme (1879), musée des Beaux-Arts de Strasbourg.

- Compiègne, palais de Compiègne, parc : Mucius Scaevola, 1846, statue en marbre.
- À Paris
  - École nationale supérieure des beaux-arts : Le Serment des sept chefs devant Thèbes, 1839, prix de Rome de sculpture en 1839[3]
  - église Saint-Thomas-d'Aquin : La Vierge donnant le rosaire à saint Dominique, 1867, bas-relief en pierre
  - gare du Nord, façade, 9e et 10e positions : Arras et Laon, 1863, statues en pierre
  - hôtel de ville : Philippe Quinault (1635-1688), 1881, statue en pierre
  - musée du Louvre :
    - Jean-Baptiste Greuze, 1850[4] ;
    - Tête d'empereur couronné, 1866[5].

  - opéra Garnier, façade : La Peinture et la Sculpture 1869, haut-relief en pierre.
  - palais du Louvre :
    - aile Henri II : Jean-François Regnard, statue en pierre ;
    - guichets du Louvre, façade sud, fronton : aigle et monogramme « N » des allégories napoléoniennes ;
    - pavillon de Marsan, façade sud : figures allégoriques cantonnant une tête de lion ailée, 1878, haut-relief en pierre et bronze.
- Strasbourg, musée des Beaux-Arts : Buste de femme, 1879, terre cuite

Œuvres de Théodore-Charles Gruyère
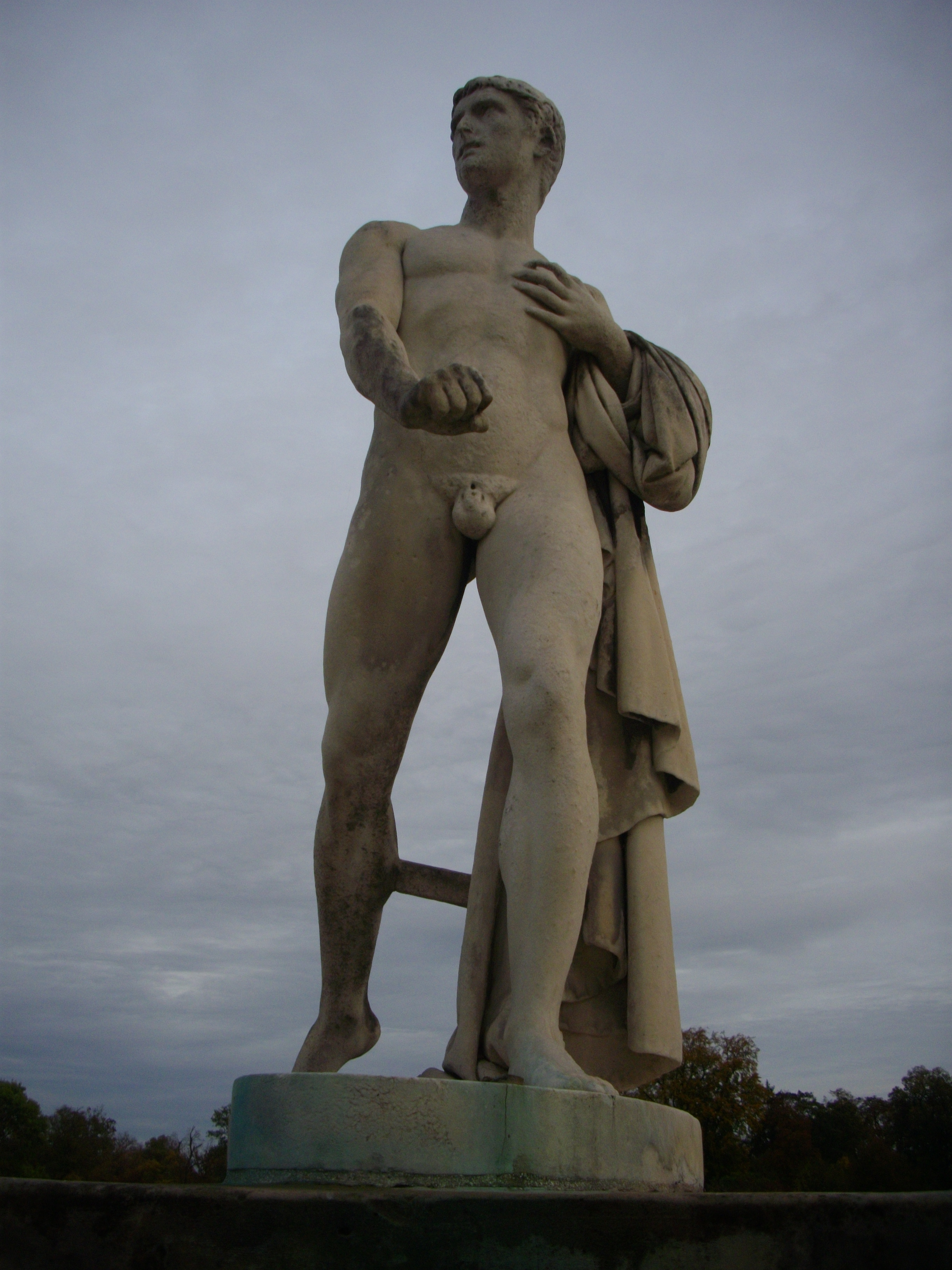
Mucius Scaevola (1846), parc du palais de Compiègne.
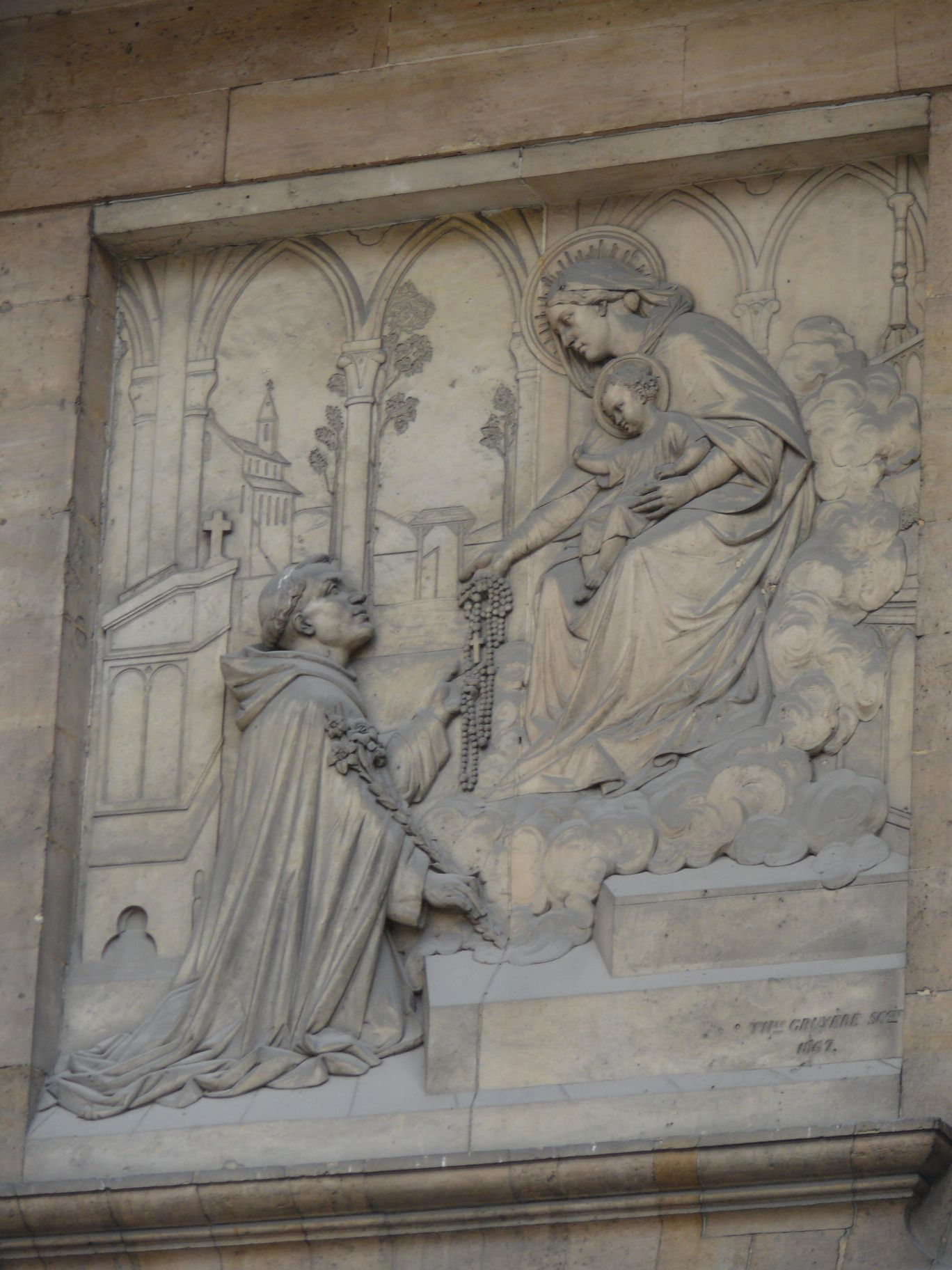
La Vierge donnant le rosaire à saint Dominique (1867), Paris, façade de l'église Saint-Thomas-d'Aquin.
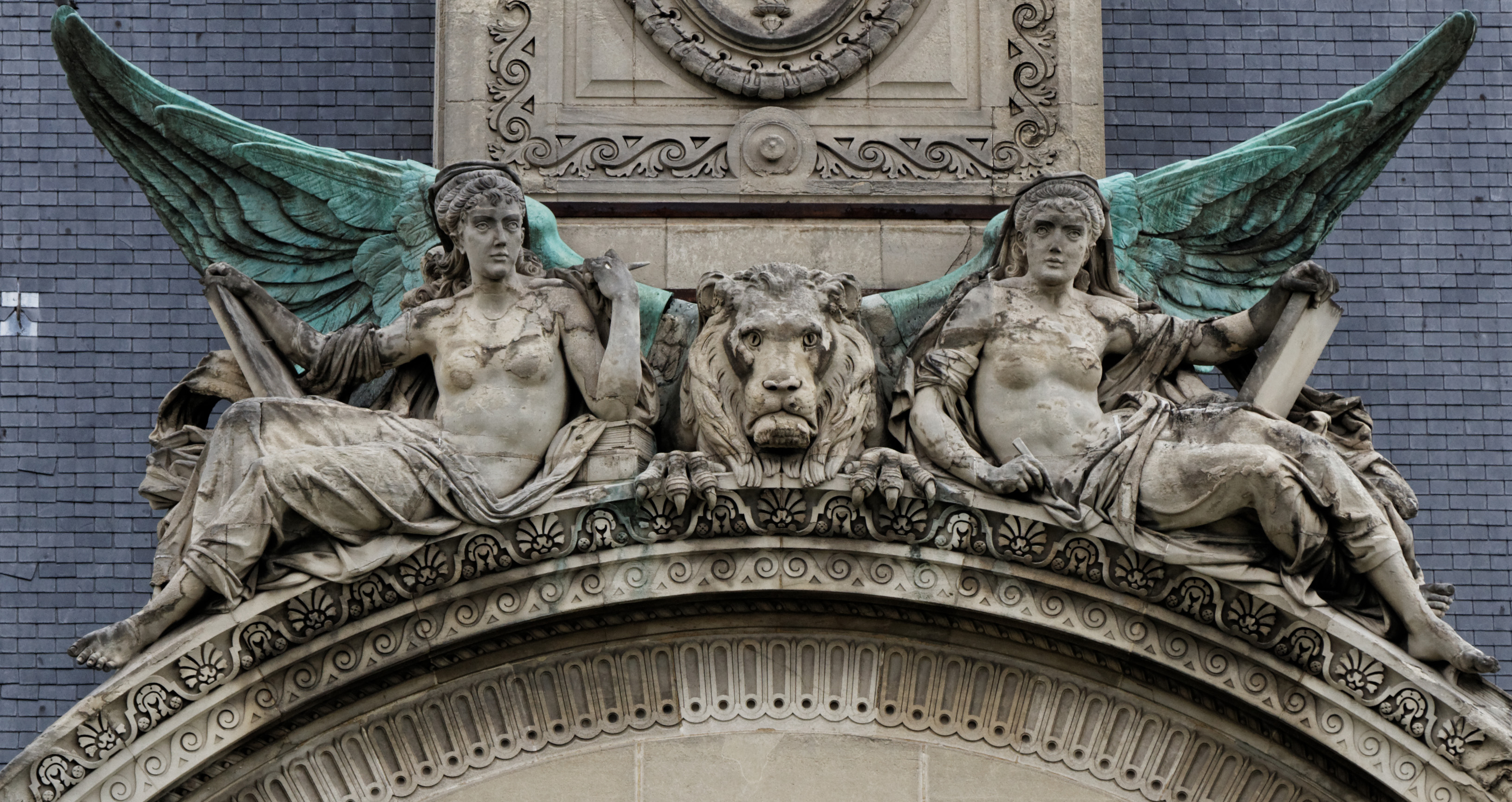
Figures allégoriques cantonnant une tête de lion ailée (1878), Paris, palais du Louvre, pavillon de Marsan.
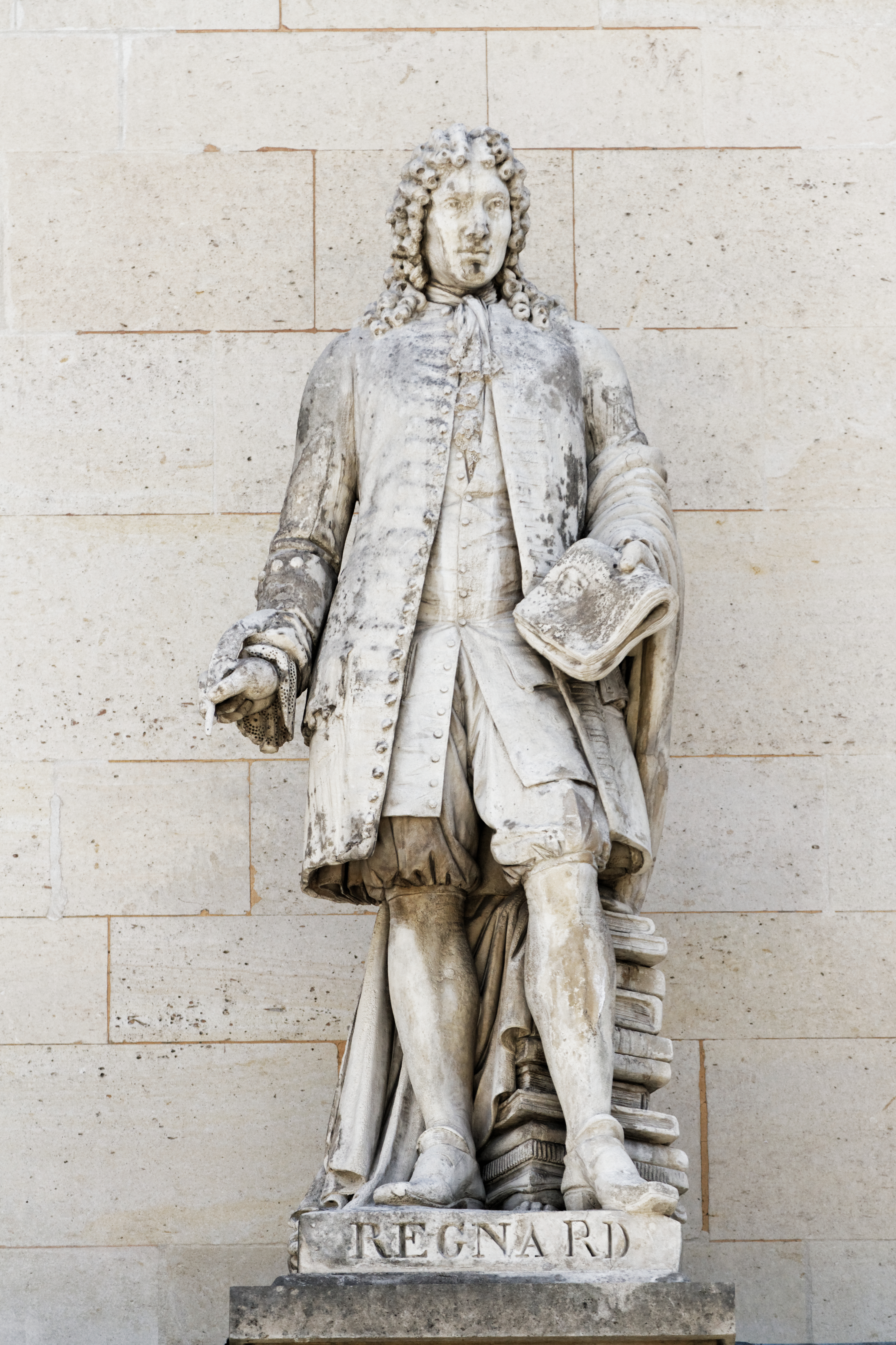
Jean-François Regnard, Paris, palais du Louvre.